# St Andrews Road
St Andrews Road – stacja kolejowa w Bristolu na linii kolejowej Severn Beach Line, 12 km od stacji Bristol Temple Meads. Obsługuje obszar przemysłowy dzielnicy Avonmouth.

## Ruch pasażerski
Stacja obsługuje 7164 pasażerów rocznie (dane za okres od kwietnia 2021 do marca 2022). Posiada bezpośrednie połączenia z Bristol Parkway, Severn Beach. Pociągi odjeżdżają ze stacji w odstępach godzinnych w każdą stronę.

## Obsługa pasażerów
Przystanek autobusowy. Stacja posiada parking samochodowy na 10 miejsc, miejsce parkingowe dla czterech rowerów. Odprawa podróżnych odbywa się w pociągu.